# Бадья (приток Весляны)
Бадья — река в Пермском крае России, протекает по территории Серебрянского сельского поселения в центрально-южной части Гайнского района. Правый приток реки Весляна.

## Гидрография
Длина реки составляет 12 км.

Бадья и её притоки

Берёт начало на юге Серебрянского сельского поселения в болотистой местности, на высоте примерно 176 м над уровнем моря. От истока первые 4,5 км течёт на северо-восток, затем, после впадения Восточной Бадьи, делает колено, меняя направление на северо-запад. Примерно в 6 км от устья, недалеко от места впадении Западной Бадьи, русло постепенно становится сильно извилистым и остаётся таким практически до самого устья, при этом преобладающим направлением течения становится север. На всём протяжении течёт по лесной, большей частью болотистой местности с преобладанием ели, сосны и берёзы. Впадает в Весляну справа в 59 км от её устья, напротив посёлка Серебрянка, на высоте 133 м над уровнем моря.
Основные притоки:
- левый: Западная Бадья (длина 4,5 км) в 6 км от устья;
- правый: Восточная Бадья (длина 5 км) в 7 км от устья[1][2][5].

## Населённые пункты
Единственным жилым населённым пунктом, находящимся вблизи реки, является посёлок Серебрянка, западная окраина которого расположена напротив места впадения Бадьи в Весляну. Также у устья Бадьи на правом берегу находится населённый пункт Бадья, в настоящее время (2023) нежилой.

## Данные водного реестра
По данным государственного водного реестра России относится к Камскому бассейновому округу, водохозяйственный участок реки — Кама от истока до водомерного поста у села Бондюг, речной подбассейн реки — бассейны притоков Камы до впадения Белой. Речной бассейн реки — Кама.
Код объекта в государственном водном реестре — 10010100112111100001860.